# Wang Saen Suk
Il Wang Saen Suk (letteralmente: palazzo di Saen Suk; in thai: วังแสนสุข), detto anche Wat Saen Suk (in thai: วัดแสนสุข), è un wat situato nella località balneare di Saen Suk vicino alla spiaggia di Bang Saen, in provincia di Chonburi, Thailandia. È noto per il suo vasto giardino/museo dove sono rappresentate con statue finite in stucco le pene del Narokbhumi, l'inferno buddista.
Il wat e una parte del suo giardino vengono definiti rispettivamente tempio dell'inferno (in thai: วัดนรก, wat narok) e giardino dell'inferno (สวนนรก, suan narok) e in particolare il giardino, insieme a quelli analoghi di Wat Phai Rong Wua a Suphanburi e di Wat Thawet, nei pressi di Sukhothai, è tra i più grandi di questo genere in Thailandia. Sul sito giapponese di TripAdvisor, Wang Saen Suk è stato inserito al 19º posto nella classifica dei più strani musei al mondo.

## Descrizione
Il wat copre una vasta area nella periferia cittadina e si trova circa un chilometro ad est dalla spiaggia. Superato il portale d'ingresso si trovano diverse statue buddiste e l'edificio sacro che non ha particolari attrattive religiose o turistiche. Le attenzioni dei visitatori sono invece concentrate nel giardino composto da diversi settori in cui sono rappresentati elementi della storia del buddismo. Il settore più appariscente e visitato da turisti e fedeli è quello dell'inferno (นรกภูมิ, Narokbhumi); vi è poi il settore della "città del paradiso" (เมืองสวรรค์, Mueangsawan) dove, nonostante il wat faccia parte della tradizione del buddismo theravada, vi sono 18 statue che raffigurano divinità di molte religioni, tra le quali Gesù e Guanyin. Altri settori comprendono un grande stagno attrezzato sulle cui rive i fedeli nutrono pesci e colombi, al cui fianco vi sono banchi dedicati alle offerte, grandi statue dei 12 animali che compongono lo zodiaco cinese con una persona in groppa e altre statue proprie della tradizione buddista.
L'entrata al tempio e al giardino è gratuita, ma di fronte a quasi tutte le statue vi è una cassetta delle offerte. La disposizione dei settori non è casuale e prevede che il visitatore entri prima in quello dedicato all'inferno, poi in quello dedicato allo stagno e alle offerte e infine in quello riservato al paradiso. Molte sono le famiglie thai che portano i figli a visitare il wat per insegnar loro ad essere rispettosi dei precetti, a non commettere peccati per evitare le torture dell'inferno e ad essere compassionevoli e filantropi per meritare di entrare in paradiso. Tra i vari cartelli che si trovano all'interno del giardino vi sono quelli con scritto "Se incontri il diavolo in questa vita, non ritardare ad acquisire i meriti se vuoi sconfiggerlo nella vita futura" e "Fai una piccola donazione ogni giorno e avrai una vita felice".

### Giardino dell'inferno
Il settore che presenta le scene più macabre ed originali è quello dell'inferno, con statue di varie dimensioni dall'aspetto mostruoso raffiguranti le punizioni inferte dai demoni agli spiriti dei defunti che in vita hanno commesso diversi tipi di peccati.
All'entrata del settore si trova un cartello recante la scritta "Welcome to hell" (benvenuti all'inferno), mentre all'interno si possono ammirare le enormi statue raffiguranti i vari supplizi a cui i demoni costringono gli spiriti dei peccatori, tra cui essere scorticati, segati a metà, bolliti, decapitati, squartati, impiccati, impalati, mangiati vivi da bestie feroci, trasformati in esseri con le teste di animali che rappresentano il peccato ecc.
Dominano le scene due gigantesche statue dei preta, gli spiriti dei gelosi e degli avidi, condannati a patire la fame e la sete con la lunghissime lingue penzolanti e corpi scheletrici. Una delle scene più importanti è quella in cui i peccatori (jao-gam) compaiono davanti a Yama (Phra-Yom), dio dell'inferno e della morte, che li condanna ad uno degli otto livelli dell'inferno a seconda della frequenza e della gravità dei peccati commessi.

## Accesso
Il wat non è molto pubblicizzato a Saen Suk e si trova in prossimità della campagna, a circa un chilometro dalla spiaggia sabbiosa.